# Комуністична партія Чехії і Моравії
Комуністи́чна па́ртія Богемії і Мора́вії (чеськ. Komunistická strana Čech a Moravy) – комуністична політична партія в Чехії, заснована 31 березня 1990. Після проголошення самостійності Словацької Республіки, під час розпаду Федерації, партія була розділена на дві частини – Комуністичну партію Чехії і Моравії та Партію демократичних лівих (слов. Strana demokratickej ľavice). 
9 жовтня 2021 ЦВК Чехії опрацювало всі 100 % протоколів. Згідно остаточних результатів волевиявлення громадян Чехії в Парламентських виборах в Чехії 8 і 9 жовтня 2021 року, вперше в історії Чехії в Палаті депутатів Парламенту Чеської Республіки не буде комуністів. Комуністична партія Чехії і Моравії не подолали обов'язковий 5% бар’єр. Вони з часу заснування незалежної Чехії у 1993 році завжди були присутні в Палаті депутатів Парламенту Чеської Республіки.
Партія є про-російською. За оглядом, зокрема політологині Марії Снегової, KSČM вважається антизахідною партією і виступає проти членства Чехії в НАТО з націоналістичних міркувань, називаючи НАТО «домінованою США і Німеччиною» і, разом з Лісабонським договором, «загрозою для суверенітету Чеської держави, що призвела до експлуатації чеських інтересів багатонаціональними капіталістичними силами». Представники партії також виступають за легітимізацію політики Росії щодо України, вважаючи Крим російською територією і виступаючи проти санкцій ЄС проти Росії. У 2014 році лідер KSČM Войтех Філіп відвідав Росію, а члени партії виступили спостерігачами на виборах у маріонетковій Росії Донецькій Народній Республіці та Луганській Народній Республіці. Виборча база партії складається переважно з тих, хто незадоволений функціонуванням чеської демократії, не довіряє державним інститутам або живе в районах з високим рівнем безробіття та злочинності.